# Páramo de Sonsón
El Páramo de Sonsón es una importante reserva ecológica ubicada en jurisdicción del municipio de Sonsón, (departamento de Antioquia, Colombia), donde abundan importantes especies de fauna y flora, únicas en el mundo. Allí nacen ríos y quebradas, los cuales desembocan en el Río Magdalena. Limita con los municipios de Argelia y Nariño. Su conservación es materia de estudio por parte de las autoridades ambientales, y para este propósito se han implementado diversos programas de índole nacional, como el programa de "familias guardabosques", entre otros.
El Páramo de Sonsón forma parte de la Cordillera Central de Colombia y en su punto más alto puede llegar a 3350 m.s.n.m.
La reserva Natural del Páramo de Sonsón se convierte en un lugar estratégico en la conectividad del Oriente Antioqueño, el Eje Cafetero, y el Magdalena Medio Caldense y Antioqueño, donde, a su vez, se conforma un corredor ecológico, Parque Natural de los Nevados, Parque Natural de la Selva de Florencia en el Municipio de Samaná Caldas, Humedales del Magdalena Medio, Laguna de San Diego Caldas, Termales en Nariño Antioquia y en Florencia Caldas, y, la Reserva Natural Cañón de Rio Claro en Antioquia.